# Fátyolfarkú poszáta
A fátyolfarkú poszáta (Dromaeocercus brunneus) a madarak osztályába, ezen belül a verébalakúak (Passeriformes) rendjébe és a tücsökmadárfélék (Locustellidae) családjába tartozó Dromaeocercus nem egyetlen faja.

## Előfordulása
Madagaszkár területén honos.